# Wojciech Grzyb
Wojciech Dariusz Grzyb (Olsztyn, 4 gennaio 1981) è un pallavolista polacco.
Gioca nel ruolo di centrale nel Trefl Gdańsk.

## Carriera
La carriera di Wojciech Grzyb inizia a livello giovanile nello SMS PZPS Rzeszów, club giovanile gestito dalla federazione pallavolistica polacca; in questi anni vince la medaglia d'oro con la nazionale juniores al campionato mondiale 1997.
Nella stagione 2000-01 inizia la carriera professionistica, debuttando nell'allora denominata Liga col Piłka Siatkowa AZS UWM di Olsztyn: si lega al club per nove annate, durante le quali raggiunge due volte la finale scudetto e tre volte quella di Coppa di Polonia; nel 2003 fa anche il proprio debutto in nazionale maggiore, vincendo la medaglia d'argento al campionato mondiale 2006.
Nel campionato 2009-10 si lega all'Asseco Resovia di Rzeszów per quattro annate, vincendo due scudetti consecutivi e la Supercoppa polacca 2013, raggiungendo inoltre la finale della Coppa CEV 2011-12. Nella stagione 2014-15 approda al Trefl Gdańsk, vincendo la Coppa di Polonia 2014-15 e la Supercoppa polacca 2015, sempre ai danni del suo ex club, l'Asseco Resovia.

## Palmarès

### Club
- Campionato polacco: 2

2011-12, 2012-13
- Coppa di Polonia: 1

2014-15
- Supercoppa polacca: 2

2013, 2015

### Nazionale (competizioni minori)
- Campionato mondiale juniores 1997